# Frederick C. Bock
 Frederick Carl Bock Jr (* 18. Januar 1918 in Greenville, Michigan; † 25. August 2000 in Scottsdale, Arizona) war ein amerikanischer Bomberpilot und Forscher.

## Leben
Während des Zweiten Weltkrieges war Bock Bomberpilot bei der U.S. Army Air Force. Er flog mit der B-29 Einsätze von Indien und China aus, bevor er 1945 für die 509th Composite Group ausgesucht wurde. Bekannt wurde sein Name durch den normalerweise von ihm geflogenen Bomber „Bock's Car“. Allerdings flog Bock am Tag des Atombombenabwurfs die „The Great Artiste“ von Maj. Charles Sweeney, während Sweeney die „Bock's Car“ flog. Zusätzlich zu seiner Stammbesatzung hatte Bock als Beobachter Lawrence H. Johnston Sergeant Walter Goodman und Sergeant Jesse Kupferberg vom Project Alberta und den Korrespondenten William L. Laurence von der New York Times an Bord.
Nach Kriegsende studierte er in Chicago Zoologie und spezialisierte sich auf mathematische Lösungen innerhalb der Genetik. Er starb 2000 in seinem Haus in Arizona an Krebs.